# Mathilde Brundage
Mathilde Brundage (Louisville, 22 settembre 1859 – Long Beach, 6 maggio 1939) è stata un'attrice statunitense.
Arrivata al cinema non più giovanissima, le furono affidati ruoli di caratterista, quali quelli da matrona, madre o zia. La sua carriera si svolse esclusivamente all'epoca del muto.

## Filmografia
- The Crucible, regia di Hugh Ford, Edwin S. Porter (1914)
- A Woman's Resurrection, regia di J. Gordon Edwards (1915)
- The Corsican Brothers, regia di George Lessey (1915)
- Wormwood, regia di Marshall Farnum (1915)
- Dr. Rameau, regia di Will S. Davis (1915)
- A Royal Family, regia di William Nigh (1915)
- Emmy of Stork's Nest, regia di William Nigh (1915)
- The Beloved Vagabond, regia di Edward José (1915)
- Her Debt of Honor, regia di William Nigh (1916)
- The Lords of High Decision, regia di Jack Harvey (1916)
- The Great Secret, regia di Christy Cabanne - serial (1917)
- The Waiting Soul, regia di Burton L. King (1917)
- The Slacker, regia di Christy Cabanne (1917)
- The Little Terror, regia di Rex Ingram (1917)
- Wife Number Two, regia di William Nigh (1917)
- The Secret of the Storm Country, regia di Charles Miller (1917)
- Raffles, the Amateur Cracksman, regia di George Irving (1917)
- The Liar, regia di Edmund Lawrence (1918)
- The Silent Woman, regia di Herbert Blaché (1918)
- A Woman of Impulse, regia di Edward José (1918)
- Three Green Eyes, regia di Dell Henderson (1919)
- Luna nuova (The New Moon), regia di Chester Withey (1919)
- The Career of Katherine Bush, regia di Roy William Neill (1919)
- The Heart of a Gypsy, regia di Harry McRae Webster, Charles Miller (1919)
- The Man Who Lost Himself, regia di George D. Baker (1920)
- The Silent Barrier, regia di William Worthington (1920)
- The Unknown Wife, regia di William Worthington (1921)
- Contro corrente (Hail the Woman), regia di John Griffith Wray (1921)
- Il mio bambino (My Boy), regia di Victor Heerman e Albert Austin (1921)
- No Defense, regia di William Duncan (1921)
- Due mondi (The Primitive Lover), regia di Sidney Franklin (1922)
- Refuge, regia di Victor Schertzinger (1923)
- L'ospite di mezzanotte (The Midnight Guest), regia di George Archainbaud (1923)
- Strangers of the Night, regia di Fred Niblo (1923)
- Gran mondo (Fashion Row), regia di Robert Z. Leonard (1923)
- Matador (The Spaniard), regia di Raoul Walsh (1925)
- The Midnight Limited, regia di Oscar Apfel (1926)
- The Midnight Message, regia di Paul Hurst (1926)
- Tongues of Scandal, regia di Roy Clements (1927)
- That's My Daddy (Fashion Row), regia di Fred C. Newmeyer e, non accreditato, Reginald Denny (1927)